# Ločnica (potok)
Ločnica je potok v Sloveniji. Izvira južno od Šmarja pri Jelšah. Njen tok se začenja v zamočvirjeni dolini. Ima obraščen meandrast tok. Na več mestih teče med širokimi poplavnimi ravnicami. Ima probojne soteske. Ločnica se izteka v Slivniško jezero skupaj z Drobinskim potokom, iz njega pa teče kot iztok Voglajna.
Dolina Ločnice je od jezera navzgor še naravno ohranjena. Je tudi rastišče ogrožene rastlinske vrste Carex bohemica (češki šaš). V dolini stoji zgodovinski spomenik Čukova kapela.